# Lijst van burgemeesters van Westkapelle (België)
Dit is een lijst van burgemeesters van de voormalige gemeente Westkapelle in de Belgische provincie West-Vlaanderen, sinds 1971 deeluitmakende van de gemeente Knokke-Heist.
- 1805-1837: Joannes Jacobus (Jean) Mengé, landbouwer (Westkapelle, 20 april 1762 - 3 februari 1837), zoon van Franciscus Mengé en Maria Theresia (Marie) le Couf, 1)x±1794 met Isabella Theresia Wallaert, overleden 22 november 1794 in Westkapelle, dochter van Andries Wallaert en Pieternelle van Parijs, 2)x 6 oktober 1795 in Hoeke met Petronilla Joanna Caveije.
- 1813-1820: Johannes Deleyn
- 1821-1830: Louis Meysman
- 1831-... : F. De Langhe
- 1882-1884: F. Pintelon[1]
- 1884-1887: Jean Baptiste Deckers[2]
- 1887-1895: Frans Slabbinck[3]
- 1895-1904: Désiré Wallays[3]
- ... - ...: Constantinus-Vincentius Van de Sompele (1856-1944)[4]
- ... - ...: Gentiel Jozef Van De Sompele (1894-1971)[5]
- 1939, 1944- ...: Leon Lybaert[6]
- 1965-1971: Firmin Bonte[7]